# Roman Szul
Roman Szul (ur. 19 października 1952) – polski ekonomista, zajmujący się także zagadnieniami polityczno-językowymi; profesor nadzwyczajny w Centrum Europejskich Studiów Regionalnych i Lokalnych (EUROREG).
Porusza zagadnienia z zakresu językoznawstwa i socjolingwistyki, łącząc te zainteresowania z ekonomią czy polityką gospodarczą. W jego obszarze zainteresowań mieszczą się: problematyka ekonomiczna, ekonomiczno-geograficzna, polityka regionalna, ruchy regionalne i narodowe oraz polityka językowa. 
Ukończył studia magisterskie na Wydziale Nauk Ekonomicznych Uniwersytetu Warszawskiego (1976). W 1982 r. uzyskał stopień doktora, a habilitował się w 1993 r. W 1981 r. został zatrudniony na Uniwersytecie Warszawskim, gdzie w 1993 r. objął stanowisko profesora nadzwyczajnego.
Był ekspertem m.in. ministerstw rozwoju regionalnego i gospodarki, samorządów Mazowsza i Podlasia czy też Unii Metropolii Polskich.

## Publikacje
- Język - naród - państwo. Język jako zjawisko polityczne, Wydawnictwo Naukowe PWN, 2009
- Dynamika imperiów- cywilizacji a system światowy, Wydawnictwo Geopolityczne, 2022
- Separatyzmy, ruchy niepodległościowe i regionalizmy we współczesnej Europie, Wydawnictwo Naukowe Scholar, 2024